# Ha Seung-Jin
Ha Seung-Jin -en idioma coreano 하 승진- (nacido el 4 de agosto de 1985  en Seúl)  es un exjugador de baloncesto surcoreano. Con 2,21 m (7′ 3″) de altura, jugaba en la posición de pívot. Fue el primer jugador coreano en jugar en la NBA, haciéndolo durante dos temporadas con los Portland Trail Blazers.

## Trayectoria deportiva

### Universidad
Tras jugar en la Universidad Yonsei en su país, en la que consiguió ganar el título nacional universitario, aportando 12,6 puntos, 8,6 rebotes y 1,6 tapones por partido, en 2003 se traslada a Los Ángeles para prepararse para entrar en el draft de la NBA.

### Profesional
Fue elegido en la cuadragésimo sexta posición del Draft de la NBA de 2004 por Portland Trail Blazers, pero comenzó jugando con los Portland Reign de la ABA, antes de firmar definitivamente con los Blazers en el mes de diciembre. Su aportación al equipo fue realmente escasa en su primera temporada, promediando 1,4 puntos y 0,9 rebotes por partido en los 19 partidos en los que fue alineado. Curiosamente, la mitad de los puntos totales logrados por Seung-Jin ese año, 13, los consiguió en un único partido, ante Los Angeles Lakers en abril de 2005.
Al año siguiente comenzó la temporada de manera parecida a la anterior, aunque en el mes de febrero llegó a ser titular en cuatro partidos debido a las lesiones de los titulares Theo Ratliff y Joel Przybilla. En el mes de marzo fue asignado a los Fort Worth Flyers de la NBA D-League, donde sólo disputó 5 partidos, en los que sus estadísticas no mejoraron demasiado: 2,0 puntos y 3,8 rebotes por partido.
Poco después de finalizada la temporada 2005-06 fue traspasado a Milwaukee Bucks junto con Steve Blake y Brian Skinner a cambio de Jamaal Magloire, pero fue cortado antes del comienzo de la misma. El 31 de diciembre de 2006 fichó por los Anaheim Arsenal de la NBA D-League, donde jugó 26 partidos en los que promedió 2,7 puntos y 2,8 rebotes por partido.
En 2008 regresó a su país, y fichó por el Jeonju KCC Egis, con el que ganó el campeonato de liga esa temporada, promediando 12,0 puntos y 8,5 rebotes.

## Estadísticas de su carrera en la NBA

##### Temporada regular
| Año     | Equipo   | PJ | PT | MPP | %TC  | %3P  | %TL  | RPP | APP | ROB | TPP | PPP |
| ------- | -------- | -- | -- | --- | ---- | ---- | ---- | --- | --- | --- | --- | --- |
| 2004–05 | Portland | 19 | 0  | 5.5 | .435 | .000 | .545 | .9  | .1  | .1  | .3  | 1.4 |
| 2005–06 | Portland | 27 | 4  | 7.9 | .581 | .000 | .471 | 1.8 | .0  | .1  | .3  | 1.6 |
| Total   | Total    | 46 | 4  | 6.9 | .519 | .000 | .500 | 1.5 | .1  | .1  | .3  | 1.5 |